# Malin (stacja kolejowa)
Malin (ukr. Малин; Małyn) – stacja kolejowa w miejscowości Malin, w rejonie korosteńskim, w obwodzie żytomierskim, na Ukrainie. Położona jest na linii Kijów – Korosteń – Kowel.

## Historia
Stacja powstała w 1902 na linii Kijów - Kowel pomiędzy stacjami Irsza i Czepowiczi.
W dniach 27–28 kwietnia 1920 na stacji toczyły się walki w ramach bitwy pod Malinem, w czasie wojny polsko-bolszewickiej.

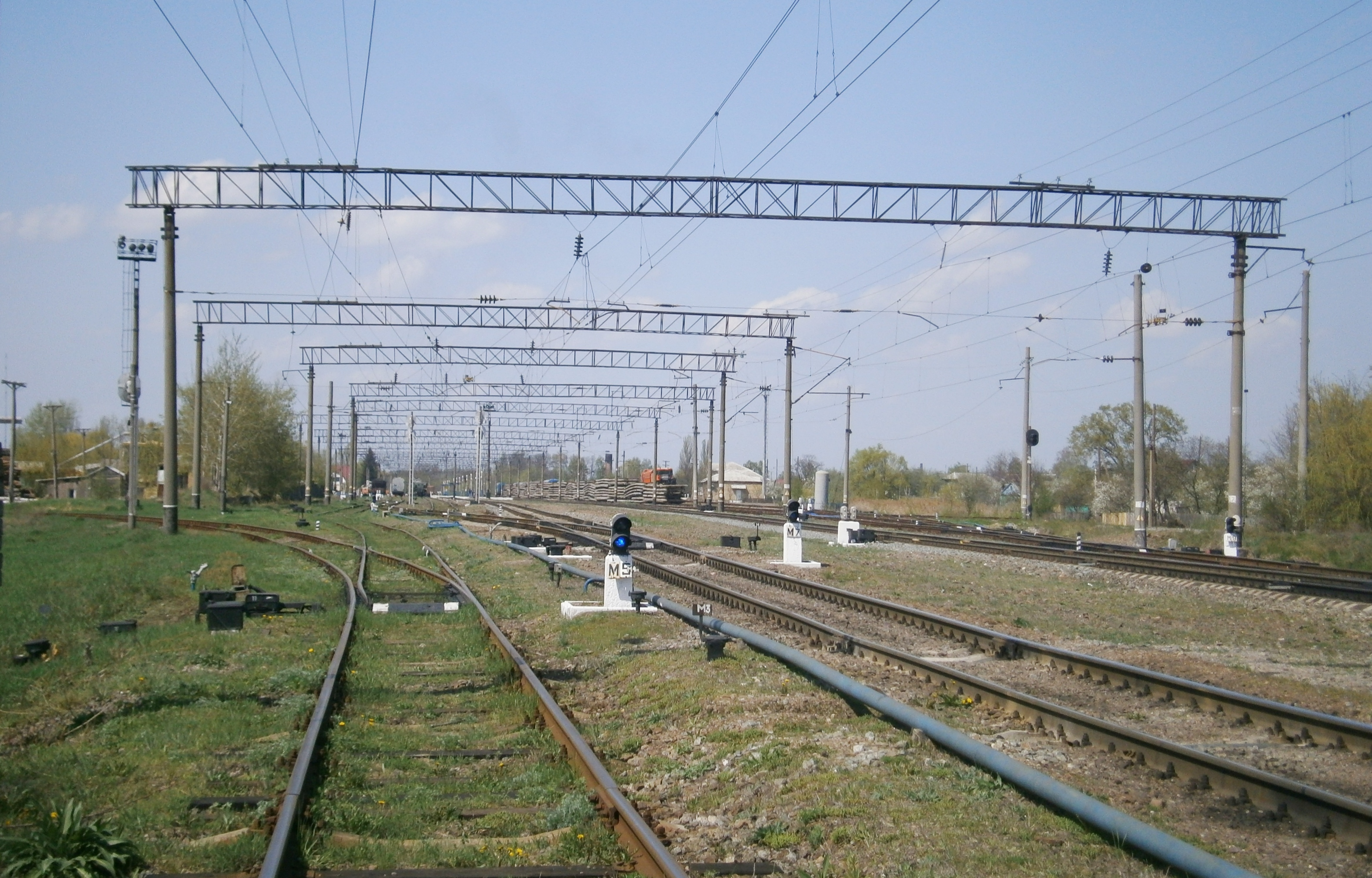
widok w stronę Korostenia